# 哈姆基·馬戴拉
哈姆基·馬戴拉（英語：Hemky Madera，1977年1月26日—）是一位美國演員，以主演電視劇《南方女王》中的波特·加維斯（Pote Galvez）和飾演漫威電影《蜘蛛人：返校日》和《蜘蛛人：離家日》中的雜貨店老闆達瑪先生（Mr. Delmar）兩角而知名。

## 外部連結
- 哈姆基·馬戴拉在互联网电影资料库（IMDb）上的資料（英文）